# 라이너 치텔만

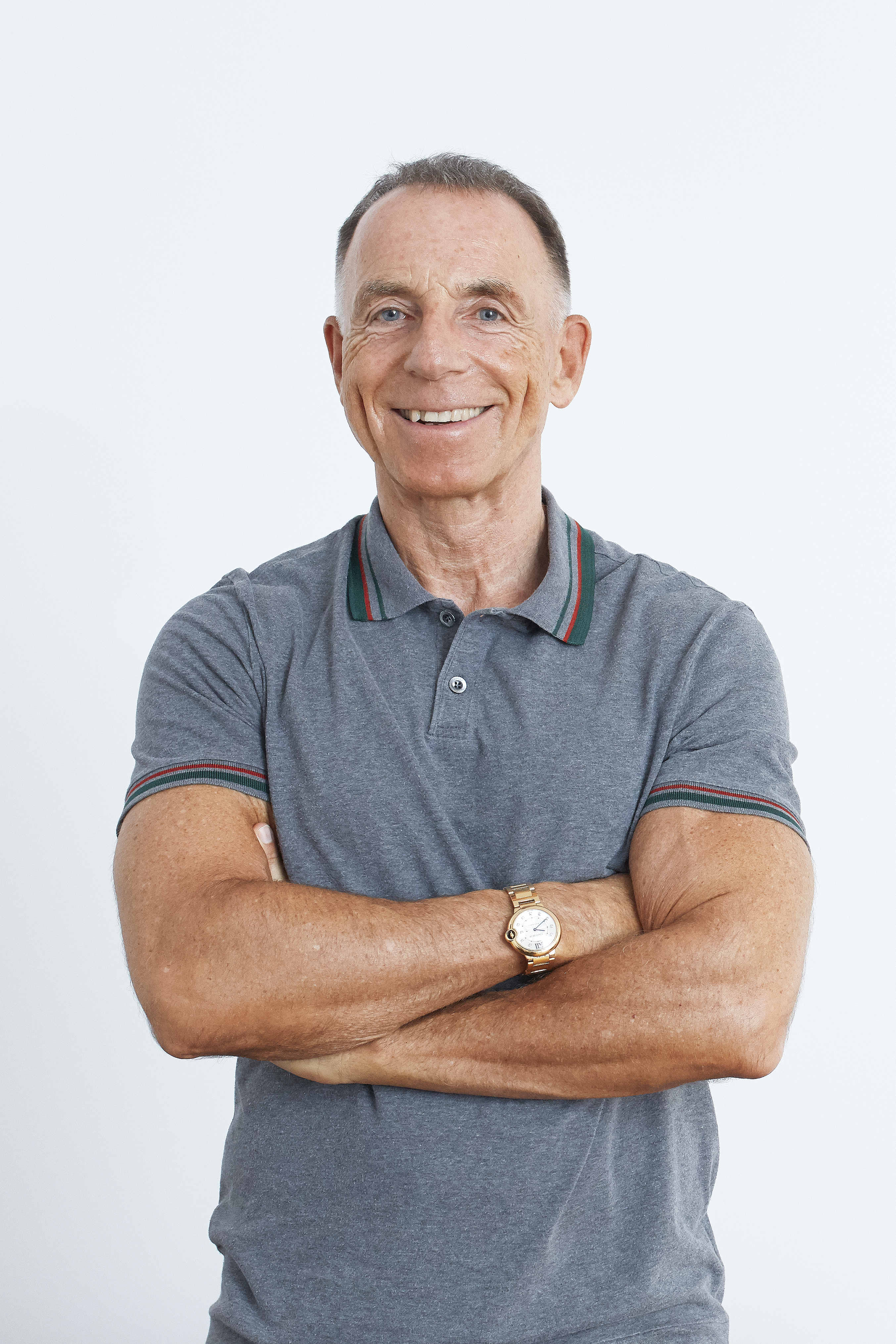

라이너 지텔만(Rainer Zitelmann, 1957년 6월 14일 프랑크푸르트 출생)은 독일의 역사학자이자 작가, 기업가이다.

## 생애
지텔만 박사는 1957년생으로 프랑크푸르트에서 아눌프 지텔만의 아들로 태어났다. 그는 학창 시절에 모택동주의자였으나 현재는 독립적인 자유 저술가로 활동하고 있다.
그는 1978년에서 1986년까지 담슈타트 공과대학에서 역사학과 정치학을 전공하였다. (1983년 우수 성적으로 국가고시 합격, 1987년 우수 성적으로 두번째 국가고시 합격)
1986년에 그는 담스타트 공과대학에서 역사학 박사학위를 시작하였고 칼 오트머 본 아레틴 교수(Prof. Dr. Dr. h.c. Karl Ottmer von Aretin) 밑에서 최우수 성적으로 박사학위를 취득했다. 그의 박사논문은 히틀러: 유혹의 정치 (Hitler: The Policies of Seduction)라는 제목으로도 출판이 되었다. 1987년에서 1992년까지 그는 베를린 자유대학에서 사회학 연구소 조수로 재직했다. 1992년에서 1993년까지 그는 울슈타인 및 프로필렌 출판사 (그 당시 독일에서 세번째로 큰 출판사)에서 편집자 및 임원진으로 재직하였다. 그 직후 그는 독일의 가장 영향력 있는 신문중 하나인 <디 벨트>지로 이직하였다. 이 곳에서 그는 다양한 분야를 담당하였는데 마지막으로 담당했던 분야가 부동산 분야였다.
2000년도에는 Dr.ZitelmannPB.GmbH라는 유한책임회사를 설립하였는데 이후 해당 회사는 부동산 업계의 커뮤니케이션 분야의 시장 선두주자로 성장하였다.
2016년에는 해당 회사를 MBO(Management Buyout)방식으로 매각하였다.
지텔만 박사 본인도 부동산에 성공적으로 투자를 하였는데 특히 베를린에서 뛰어난 두각을 나타냈다. 1999년에서 2009년까지 많은 부동산을 좋은 가격에 매수하여 2015년부터 매매하였는데 – 이를 통해 그는 많은 부를 축적하였다.
2011년부터는 목표설정, 성공 그리고 재정과 관련된 여러 책을 출간하였다. 이 중 “부의 선택”(Dare to be different and grow rich)은 전세계 10개국의 언어로 번역되어 출간되었다. 2016년에 지텔만 박사는 두번째 박사학위를 사회학 분야에서 취득하였다. 그는 포츠담 대학의 사회학과에서 독일의 부에 대한연구를 선두하고 있는 볼프강 라우터바흐 교수 밑에서 학위를 받았으며 논문은 독일의 재력을 가진 엘리트층의 개인성향과 행동과학 행동패턴에 관한 주제였다. 해당 논문은 한국에서는 “부의 해부학”이라는 도서로 번역되어 출판되었다.

## 역사적인 출판물

### 히틀러의 세계관
지텔만 박사는 본인의 첫 논문에서 포괄적인 문헌들에 기반하여 히틀러의 사고방식을 재구성하였는데 특히 히틀러의 사회, 경제 및 내부 정치에 대한 개념이었다. 해당 연구를 통해 히틀러가 그동안 추측했던 것과 달리 사회 및 경제적인 분야에 대한 고민을 많이 했다는 것을 알게 되었다. 지텔만 박사는 지금까지 추측했던 것 이상으로 반자본주의적이고 사회 혁명적인 동기가 히틀러의 세계관에 막대한 영향을 끼쳤다는 것과 히틀러가 스스로를 혁명가로 생각했다는 것을 증명하였다.
해당 도서는 수많은 국제적인 전문 잡지들에서 비평을 받았다. 클레멘스 본 클렘퍼러는 “Journal of Modern History” (근현대 역사 저널)에서 “지텔만 박사는 도덕적 비판을 삼가 하기로 결심한 것 같지만 그의 세심하고 책임감 있는 학문적 소양이 더 큰 소리를 내고 있다. 그의 책은 아돌프 히틀러를 이해하는데 크게 기여했다 ”고 언급하였다.

### 자본주의는 문제가 아니라 해결책이다
그의 박사학위 논문 발표 이후에 그는 독일의 20세기 역사를 기반으로 한 책을 여러 권 출판하였는데 2019년에는 부유한 자본주의 가난한 사회주의 라는 책이 출판되었다. 지텔만 박사는 해당 책에서 자본주의와 사회주의를 비교하는데 남한과 북한 또한 비교한다. 무엇보다도 주목을 크게 받았던 책의 내용 중에는 지식인들이 자본주의를 싫어하는 이유에 대해서 서술한 내용이었다. 런던에 아담 스미스 연구소는 다음과 같이 비평하였다. “그의 책에는 지식인들이 자본주의를 싫어하는 내용에 대한 챕터가 있는데 이것은 하예크의 통찰력을 단순히 논의하는 것을 넘어선다.” 지텔만 박사는 지식인들이 통상적으로 책이나강의를 통해 얻는 명확한 지식을 주로 다룬다고 꼬집어 이야기한다. 하지만 그들은 “내재”되어 있는 즉, 무의식적으로 주변 환경을 통해 얻게 되는 지식이 매우 영향력이 클 수 있다는 것을 깨닫는데 실패한다고 한다. 아이들은 한 언어의 문법을 내재적으로 배우는데 이는 언어의 룰을 특별히 배우지 않고 익힌다는 이야기이다. 지텔만은 기업가들의 경우도 주로 내재적인 지식에 기반하기 때문에 지식인들이 그들을 우습게 본다고 한다.” 마틴 울프가 해당 도서에 관해 파이낸셜 타임즈에서 논의하였다.

## 사회학적인 출판물

### 슈퍼리치들의 심리학
2017년에 지텔만 박사는 수백 억원대의 재산을 가지고 있는 재력가들에 관한 스터디를 발표했는데 “웰스 엘리트”라는 책으로 출간되었다. 해당 스터디를 위해 그는 주로 자수성가한 기업가들로 구성된 45명의 부자들과 인터뷰를 진행하였다. 해당 스터디는 질적인 사회학 실험에 해당한다고 할 수 있는데 이는 슈퍼리치들을 대표하는 표본조사가 존재하지 않기 때문이다. 인터뷰를 진행한 대부분은 자수성가한 억만장자들이었다.
해당 스터디에서는 대다수의 슈퍼리치들이 이미 학창시절 학업과 더불어 기업가적인 활동을 하고 있었다고 한다. 지식 수준은 해당 그룹에 있어서 부를 결정짓는 결정적인 역할을 하지 못했는데 무엇보다 해당 그룹의 가장 부유한 재력가들(재산수준이 3억에서 30억 유로사이)과 하위 순위에 있는 재력가(재산 수준이 천만에서 3천만 유로 사이) 들을 비교했을 때 재산이 더 많은 경우 대학졸업장이 없는 사람들이 더 많았다. 재력가들은 결정하는데 있어서 분석에 의존하는 부분이 적고 오히려 본능에 따라 행동한다. 내재적인 지식 즉 함축적이고 비공식적으로 경험을 통해 얻은 지식이 학문적인 지식보다 더 결정적으로 쓰인다. 모든 참가자들은 “5가지 성격 특성”방식을 통한 성향 검사를 하였다. 해당 검사에서 재력가들은 성실함이 매우 강하고 신경증적 경향이 약하다고 나왔다. 새로운 경험에 대한 외향성과 개방성 또한 매우 두드러졌다. 이는 지금까지 알려진 연구결과와 일치했다. 이에 비해 재력가들이 가진 영업적인 능력에 대한 역할에 대한 연구가 평가 절하되었는데 재력가들 대부분은 영업능력에 대한 가치를 크게 두었다. 대부분의 재력가들은 부를 축적하는 과정에서 많은 후퇴와 위기를 극복해야 하는 과정을 겪었는데 그들을 인터뷰한 결과 그들이 실패를 다루는 방법에 있어서 많은 공통점이 있다는 것을 발견하였다. 해당 연구의 중요한 결과 중 하나는 자수성가한 재력가들 대다수가독선 노선을 걷는 자들이고 이들은 반복적으로 주류를 거부하였는데 이런 특성으로 인해 부를 축적할 수 있었던 것이다. 해당 스터디는 세계적으로 주목받았고 독일어, 영어, 중국어 그리고 한국어로 발간되었다. 파이낸셜 타임즈는 “라이너 지텔만씨의 슈퍼리치의 심리학이라는 스터디는 매우 야심찬 프로젝트이다. 사회학자, 기자, 사업가와 투자가인 지텔만 박사만이 이러한 글을 쓸 자격이 있는 사람이다. 해당 연구와 견줄 만한 연구가 없었고 부유한 기업가들의 특성이나 동기부여에 대한 부분을 이해하는데 있어서 매우 설득력 있는 연구이다. 부유한 기업가들은 경제적 성장을 이끌어가고 일자리를 창출하고 재정적 자선 프로젝트를 창출해낸다. 그러면 왜 그동안 이러한 스터디가 시도되지 않았을까? 이러한 재력가 집단에 접근하기가 어렵고 의미 있는 대답을 얻을 수 있는 질문을 만들어내는 것이 쉽지가 않기 때문이다.

### 부유층에 대한 편견과 고정관념
2020년에는 “대중이 인식하는 부유층”이라는 책을 출간하였다. 지텔만 박사는 그동안 편견 연구에 있어서 학문적으로 부유층이라는 소수집단에 대한 연구가 없다는 것을 비판하였다. 그의 저서는 국제적으로 이루어진 설문조사에 기초하고 있는데 알렌스바흐 여론 조사기관과 독일, 미국, 영국과 프랑스에 입소스 모리 여론조사기관을 통해 진행이 되었다. 설문조사는 질문에 대한 답변에 따라 세개의 그룹이 형성이 되었는데 이는 사회계층 간의 위화감을 갖는 집단 전혀 사회계층 간의 위화감이 없는 집단 그리고 양면적인 집단으로 나뉘었다. 사회계층 간의 위화감을 갖는 집단에 해당하는 그룹에는 독일 같은 경우 33%, 프랑스 34% 미국 20% 그리고 영국은 18%에 해당했다. 사회계층 간의 위화감 계수는 한 국가에서 위화감을 갖는 집단과 갖지 않는 집단에 대한 관계를 보여준다. 1이라는 숫자가 나왔다면 위화감을 갖는 집단과 위화감을 갖지 않는 집단의 숫자가 동일하다는 것을 의미한다. 1보다 작은 경우는 사회계층 간의 위화감을 갖지 않는 사람들이 대다수인 것이고 1보다 큰 경우는 사회계층 간의 위화감을 갖는 집단이 대다수인 것이다. 사회계층 간의 위화감 계수는 사회계층간 위화감을 갖는 집단이 그렇지 않은 집단과 비교되었을 때 명백히 보여 진다. 프랑스에서의 사회계층 간의 위화감이 1.26으로 가장 높고 그 다음으로는 독일이 0,97로 높다. 미국은 (0.42)그리고 영국은 (0,37)로상대적으로 확실히 낮은 편이다. 해당 그룹의 분리도는 사회계층 간의 위화감을 느끼는 집단과 그렇지 않은 집단이 다음과 같은 진술에 따라서도 명백히 구별된다는 것에서 알 수 있다. 사회계층 간의 위화감을 느끼는 집단에서는 부유층의 인격적인 특성으로 이기주의, 무분별함, 물질주의, 불손함, 욕심, 차가운 감정과 천박함을 언급했다. 이들이 언급한 25가지 인격적인 특성 중에서 2가지만 긍정적이고 나머지 23개는 부정적이었다. 이에 반해 사회계층 간의 위화감이 없는 이들이 말한 부유한 사람들의 인격적인 특성은 성실함, 총명함, 용기, 물질주의, 착상의 풍부함 그리고 비전적 사고라고 언급하였다.

## 출판물
지텔만 박사는 유럽과 미국 다수의 매체들을 위해서 글을 기고하고 있는데 이중에는 “디 벨트”(Die Welt), “프랑크푸르트 알게마이네”(FAZ), “독일 포커스(Focus Deutschland)”, “스위스 노이에 츄르흐너(Neue Zürcher Zeitung)”, 데일리 텔레그래프(Daily Telegraph), 영국 씨티 에이엠(Citiy AM)과 같은 신문사들이 해당한다. 또한 매주 미국의 포브스 지에 컬럼을 기고하고 있다. 그가 쓰는 글의 핵심주제는 자본주의에 대한 보호와 부에 관한 연구와 관련이 있다.
한국에서는 "아시아투데이"에 가끔, 자유기업원 웹페이지에 매주 게재된다.
지텔만 박사는 현재까지 29권의 책을 집필하였고 출판하였다.
한국어로 번역된 도서:
- 부유한 자본주의 가난한 사회주의: 그들이 인정하지 않아도 역사가 말해주는 것, 봄빛서원 2019
- 부의 해부학: 생각부터 습관까지 부자들의 모든 것을 낱낱이 파헤치다, 토네이도 2020
- 부의 선택: 부를 끌어당기는 17가지 행동, 위북 2020
- 반자본주의자들의 열 가지 거짓말, 자본주의 비판에 대한 비판, 양문 2023
- 재무적 자유, 부를 창출하고 그것을 붙잡고 있는 방법, 리버티 2024

영어로 번역된 도서
- The Nazi Elite, New York Univ Pr, New York 1993, ISBN 978-0-81477-950-7.
- Hitler: The Policies of Seduction, Allison & Busby, London 2000, ISBN 978-1-90280-903-8.
  - Hitler's National Socialism. Management Books 2000, Oxford 2022, ISBN 978-1-852-52790-7.
- Dare to be Different and Grow Rich, Indus Source Books, Mumbai 2012, ISBN 978-8-18856-937-3.
- The Wealth Elite: A groundbreaking study of the psychology of the super rich, Lid Publishing, London and New York 2018, ISBN 978-1-91149-868-1.
- The Power of Capitalism: A Journey Through Recent History Across Five Continents, Lid Publishing, London and New York 2018, ISBN 978-1-91255-500-0.
- Dare to be Different and Grow Rich: The Secrets of Self-Made People, Lid Publishing, London and New York 2019, ISBN 978-1-91255-567-3.
- The Art of a Successful Life: The Wisdom of the Ages from Confucius to Steve Jobs., Lid Publishing, London and New York 2020, ISBN 978-1-91255-567-3.
- The Rich in Public Opinion: What We Think When We Think about Wealth, Cato Institute, Washington 2020, ISBN 978-1-94864-767-0.

## 라이너 지텔만 감독 및 출연 영화
- Life Behind the Berlin Wall[7] (Awarded the “Audience Choice Award for Short Films” at the Anthem Film Festival 2022)
- Poland: From Socialism to Prosperty[8]